# Касикияре
Касикияре или Касикиаре (на испански: Rio Casiquiare) е река в южната част на Венецуела (щата Амазонас), ляв приток (най-голям приток) на река Рио Негро (ляв приток на Амазонка). Дължината ѝ е 326 km, а площта на водосборния басейн – 42 300 km².
Река Касикияре е класически пример за речна бифуркация (разделяне), която свързва двете големи реки Ориноко и Амазонка. При градчето Таматама, на 123 m н.в., 1/3 от водата на река Ориноко в нейното горно течение се отклонява надясно и поема на югозапад. След 326 km, на 91 m н.в., на 10 km северно от град Сан Карлос де Рио Негро, Касикияре се влива отляво в река Рио Негро (ляв приток на Амазонка). Касикияре има предимно леви притоци, водещи началото си от планината Сера Имери (част от Гвианската планинска земя, по границата с Бразилия): Памони, Сиапа, Пасимони. Среден годишен отток в устието 2574 m³/s. За първи път бифуркацията на река Ориноко и цялата река Касикияре е изследвана и картографирана от великия немски учен Александър фон Хумболт и френския ботаник Еме Бонплан през 1799 – 1800 г.